# 胍乙啶
胍乙啶是一种含氮有机化合物，化学式C10H22N4，可用作抗高血压药，能减少去甲肾上腺素等儿茶酚胺的释放。